# 타오산구

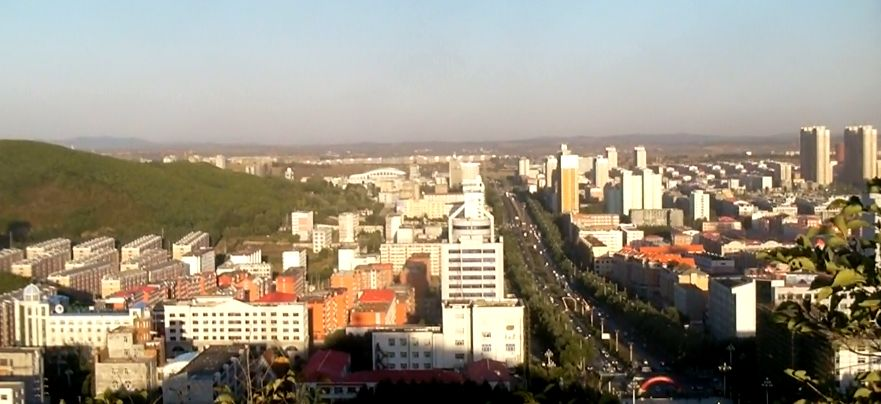

타오산구(한국어: 도산구, 중국어: 桃山区, 병음: Táoshān Qū)는 중화인민공화국 헤이룽장성 치타이허 시의 행정구역이다. 넓이는 74km2이고, 인구는 2007년 기준으로 180,000명이다.

## 행정 구역
6개 가도, 1개 진을 관할한다.
- 가도: 桃西街道, 桃东街道, 桃南街道, 桃北街道, 桃山街道, 兴岗街道.
- 향: 万宝河镇.